# Plàcid Manuel de Montoliu i de Bru
Plàcid Manuel de Montoliu i de Bru (Tarragona, 12 de juliol de 1767 - Tarragona, 13 de gener de 1848) fou un aristòcrata i polític tarragoní. Era senyor del Morell, del Milà, d'Alberola i cavaller de l'Orde de Sant Joan de Jerusalem. Durant la Guerra del Francès fou diputat del Corregiment de Tarragona en la Junta Suprema del Principat de Catalunya i el 24 de gener de 1810 fou elegit diputat a les Corts de Cadis. Va formar part de la comissió de justícia. Posteriorment fou conseller de Tarragona de 1815 a 1824 i conseller perpetu de Tarragona de 1826 a 1830.
Del seu matrimoni amb Felipa de Dusai, nasqueren Francesc de Paula de Montoliu i de Dusai, pare del primer marquès de Montoliu, Plàcid-Maria de Montoliu i de Sarriera (1828-1899), i Plàcid de Montoliu i de Dusai, pare de Marià de Montoliu i Rocabruna, XXX baró de l'Albi.